# فرودگاه بین‌المللی هکتور
فرودگاه بین‌المللی هکتور (به انگلیسی: Hector International Airport) یک فرودگاه همگانی بهره‌برداری هوایی با کد یاتا FAR است که یک باند فرود بتن دارد و طول باند آن ۲۷۴۳ متر است. این فرودگاه در شهر فارگو کشور ایالات متحده آمریکا قرار دارد و در ارتفاع ۲۷۵ متری از سطح دریا واقع شده‌است.

## شرکت‌های هواپیمایی و مقصدهای پروازی
Hector International has 5 gates, numbered 1-5.  Gates 1 and 2 are used by Delta. Gate 3 is used by American Airlines and Allegiant Air.  Gates 4 and 5 are used by United Airlines.

### مسافری
| شرکت‌های هواپیمایی | مقصدهای پروازی                                                         |
| ----------------- | ---------------------------------------------------------------------- |
| الیجنت ایر        | مک‌کاران، فینکس-مسا فصلی: لس‌آنجلس، اورلندو سنفورد، سن پترزبورگ-کلیرواتر |
| امریکن ایگل       | اوهر شیکاگو، دالاس-فورت ورث                                            |
| دلتا ایرلاینز     | مینیاپولیس−سنت پل                                                      |
| دلتا کانکشن       | مینیاپولیس−سنت پل فصلی: هارتسفیلد-جکسون آتلانتا                        |
| یونایتد اکسپرس    | اوهر شیکاگو، دنور                                                      |

### باری
| شرکت‌های هواپیمایی                      | مقصدهای پروازی                                                                                                 |
| -------------------------------------- | --- |
| الپاین ایر اکسپرس                      | محلی سو فالز                                                                                                   |
| Encore Air Cargo                       | محلی سو فالز                                                                                                   |
| فدکس اکسپرس                            | منطقه‌ای شهرستان اوتاگامی، ممفیس                                                                                |
| فدکس اکسپرس اجرا توسط کورپوریت ایر     | شهری بیسمارک، منطقه‌ای دیکینسن تئودور روزولت، محلی تیف ریور فالز، اسلولین فیلد، وینیپگ جیمز آرمسترانگ ریچاردسون |
| فدکس اکسپرس اجرا توسط مانتین ایر کارگو | ماینت |
| مارتین‌ایر                              | محلی سو فالز                                                                                                   |